# 複決
複決，由孫文在三民主義中提出，是人民的四種政權（選舉、罷免、創、複決）之一。這是一種直接民權，近似於西方政治中的公民投票，由人民直接決定修改或廢除某個法律，是一種管理法律的權力。這主要是用於防杜代議政治之弊端。
在三民主義的原始設計中，立法權屬於政府，人民只能在縣級事務中直接行使複決權，全國性事務由國民大會代為施行。但其內容並不清楚，因此長期存在爭議，在《中華民國憲法》中徒具條文，沒有明確施行程序。在2018年《公民投票法》修正之後，將複決權回歸到公投。

## 概論
在三民主義中，創制與複決是一個成對的觀念。創制為由人民建立新的法律，而複決，而是由人民決定修改或廢除某個法律，這也是一種管理法律的權力。創制與複決的概念，都來自於瑞士的直接民主，但孫中山在《三民主義》中並沒有明確的界定複決的程序。
複決並不完全是指公民投票，在孫中山原始設計中，立法是屬於政府的治權。只有縣級的事務，人民可以直接行使創制、複決，而全國性的事務的創制及複決，由國民大會代表執行，不是由人民直接投票，使祇盡其能，不竊其權。
因此中華民國憲法所說的複決，是交由國民大會議決。國大廢除後才交由公民公民投票表決。台灣的政治學者，許多都以複決為公民投票的同義詞。實際上，中華民國國民直接透過公投行使複決權，至2018年（民國107年）的2018年中華民國全國性公民投票才實現。

## 外部連結
- 「公民投票有：重要投票（plebiscite）、複決（referendum）、創制（initiative）的三種（页面存档备份，存于）」〈公民投票與議會政治·公民投票的種類〉